# Metrojet
Metrojet (Russisch: Авиакомпания Когалымавиа, Aviakompanija Kogalimavija), ook Kogalimavia of Kolavia, is een Russische luchtvaartmaatschappij met als thuishaven Luchthaven Kogalym bij het oliestadje Kogalym ten noordoosten van Soergoet, Chanto-Mansië, West-Siberië in Rusland. Vanuit deze thuisbasis en vanuit Soergoet worden passagiers- en vrachtlijndiensten onderhouden binnen Rusland en naar
omringende landen.

## Geschiedenis
Kogalymavia is opgericht in 1992 vanuit een van de provinciale divisies van Aeroflot.

## Vloot
De vloot van Kogalymavia Airlines bestond op 1 november 2015 (toen de vluchten werden stopgezet ten gevolge van de ramp met Metrojet-vlucht 9268) uit:

## Incidenten/ongevallen
- 1 januari 2011 - Vlucht 7K 348: Een Tupolev Tu-154B-2 met 116 passagiers en 18 bemanningsleden (waarvan 10 als meevliegende crew) aan boord was aan het taxiën op de luchthaven van Soergoet alvorens op te stijgen naar de Luchthaven Domodedovo te Moskou toen een van de drie motoren vlam vatte. Het vliegtuig werd geëvacueerd en brandde geheel uit. Drie mensen kwamen om het leven en 43 passagiers raakten gewond.[2]
- 31 oktober 2015 - Metrojet-vlucht 9268: Een Airbus A321 met 307 passagiers en 7 bemanningsleden aan boord onderweg van Sharm-el-Sheikh naar Sint Petersburg, stort neer in de Sinaïwoestijn ten gevolge van een bomaanslag.[3]